# Liste nationaler Eishockeymeister 1999
Diese Liste enthält die Landesmeister im Herren-Eishockey der Saison 1998/1999 bzw. 1999. Aufgeführt sind nationale Meister der Länder, die Vollmitglied der IIHF sind oder in der IIHF-Weltrangliste geführt werden. Ersatzweise wird der Gewinner der höchsten Profiliga aufgeführt, wenn ein nationaler Meister nicht explizit ermittelt wird (z. B. NHL-Gewinner in Nordamerika).

## Deutschland, Österreich und Schweiz
| Bewerb                     | Meister bzw. Titelträger | Vizemeister         | Absteiger |
| Deutsche Eishockey Liga    | Adler Mannheim           | Nürnberg Ice Tigers | keiner    |
| Österreichische Bundesliga | EC VSV                   | EC KAC              |           |
| Nationalliga A             | HC Lugano                | HC Ambrì-Piotta     |           |

## Europa
| Land/Meisterschaft | Liganame                  | Meister                   | Finalgegner             |
| Belarus            | Extraliga                 | Tivali Minsk              | HK Minsk                |
| Belgien            | Eredivisie                | Olympia Heist op den Berg | HYC Herentals           |
| Bulgarien          | Bulgarische Eishockeyliga | HK Lewski Sofia           | HK Slawia Sofia         |
| Dänemark           | Superligaen               | Herning IK                | Frederikshavn IK        |
| Finnland           | SM-liiga                  | TPS Turku                 | HIFK Helsinki           |
| Frankreich         | Élite Ligue               | Gothiques d’Amiens        | Flammes Bleues de Reims |
| Großbritannien     | Ice Hockey Superleague    | Cardiff Devils            | Nottingham Panthers     |
| Italien            | Serie A1                  | HC Meran                  | HC Bozen                |
| Kroatien           | Kroatische Eishockeyliga  | KHL Medveščak Zagreb      | KHL Zagreb              |
| Lettland           | Virsliga                  | HK Nik’s Brih Riga        | HK Lido Nafta Riga      |
| Niederlande        | Eredivisie                | Agio Huys Tigers Nijmegen | Belfe Tigers Amsterdam  |
| Polen              | Ekstraliga                | KS Unia Oświęcim          | KTH Krynica             |
| Russland           | Superliga                 | HK Metallurg Magnitogorsk | HK Dynamo Moskau        |
| Schweden           | Elitserien                | Brynäs IF                 | MODO Hockey             |
| Slowakei           | Extraliga                 | HC Košice                 | HC Slovan Bratislava    |
| Slowenien          | Slowenische Eishockeyliga | HDD Olimpija Ljubljana    | HK Slavija Zalog        |
| Spanien            | Superliga                 | CH Txuri Urdin            | CG Puigcerdà            |
| Tschechien         | Extraliga                 | HC Slovnaft Vsetín        | HC Hame Zlín            |
| Ukraine            | Wyschtscha Liha           | HK Sokol Kiew             | HK Berkut Kiew          |
| Ungarn             | Borsodi Jégkorong Liga    | Alba Volán Székesfehérvár | Dunaferr SE             |

## Außereuropäische Ligen
| Land/Meisterschaft | Liganame                           | Meister                | Finalgegner                 |
| Kanada             | Memorial Cup                       | Ottawa 67’s            | Calgary Hitmen              |
| Kanada             | Allan Cup                          | Stony Plain Eagles     | Powell River Regals         |
| Kasachstan         | Kasachische Eishockeymeisterschaft | HK Bulat Temirtau      |                             |
| Israel             | Israelische Eishockeyliga          | HC Metulla             |                             |
| Japan              | Japan Ice Hockey League            | Kokudo Ice Hockey Club | Ōji Seishi Ice Hockey Bu    |
| Nordamerika        | NHL                                | Dallas Stars           | Buffalo Sabres              |
| Nordamerika        | AHL                                | Providence Bruins      | Rochester Americans         |
| Nordamerika        | IHL                                | Houston Aeros          | Orlando Solar Bears         |
| Südafrika          | Interprovincial Tournament1        | Krugersdorp Wildcats   |                             |
| Türkei             | Superliga                          | Gümüş Patenler SK      |                             |
| Vereinigte Staaten | NCAA                               | University of Maine    | University of New Hampshire |

1 Liga wurde vollständig im Kalenderjahr 1999 ausgetragen